# 小倉久

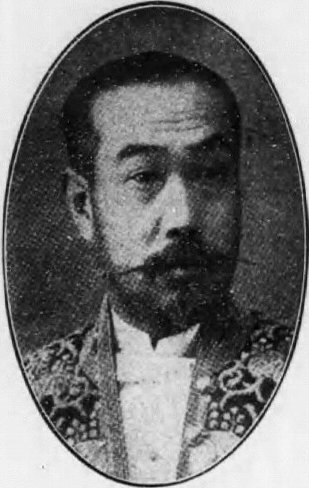
小倉久

小倉 久（おぐら ひさし、嘉永5年1月15日〈1852年2月4日〉- 1906年〈明治39年〉11月4日）は、日本の幕末から明治期の武士（沼田藩士）、官僚（官選和歌山・徳島・富山・大分・岐阜県知事、検事）、弁護士、関西法律学校初代校長。

## 経歴
江戸見坂の沼田藩邸で小倉久彝（ひさつね）の長男として生まれた。明治3年（1870年）、大学南校貢進生となり、明治5年（1872年）に司法省明法寮に転入。1876年（明治9年）、岸本辰雄・宮城浩蔵とともにフランスへ留学し、法学者エミール・アコラスに師事した。1878年（明治11年）に帰国した後、司法省御用掛兼太政官御用掛として民法典編纂に携わり、また司法省法学校速成科の講師となる。1882年（明治15年）に元老院権少書記官、1884年（明治17年）に駅逓官となる。同年リスボンで開催された万国郵便会議に出席。
1886年（明治19年）、大阪控訴院検事に就任。在任中に関西法律学校（関西大学の前身）創立にかかわり、同校初代校長となる。 1888年（明治21年）に退官した後、大阪で弁護士事務所を開業。1898年（明治31年）7月に内務省警保局長兼監獄局長に就任。
1899年（明治32年）、和歌山県知事に就任。以後、徳島県知事、富山県知事、大分県知事を歴任。1906年（明治39年）7月、岐阜県知事に就任するも同年11月に現職で死去した。墓は京都市北区の高桐院にある。

## 栄典
位階
- 1886年（明治19年）7月8日 - 従六位[9]
- 1906年（明治39年）11月4日 - 正四位[10]

勲章等
- 1901年（明治34年）12月27日 - 勲四等瑞宝章[11]

## 著作
- 小倉久編『仏国訴訟法提要』聚文社、1881年。
- 小倉久述『仏国人事法講義』岡島宝玉堂、1889年。